# Historia territorial del Brasil

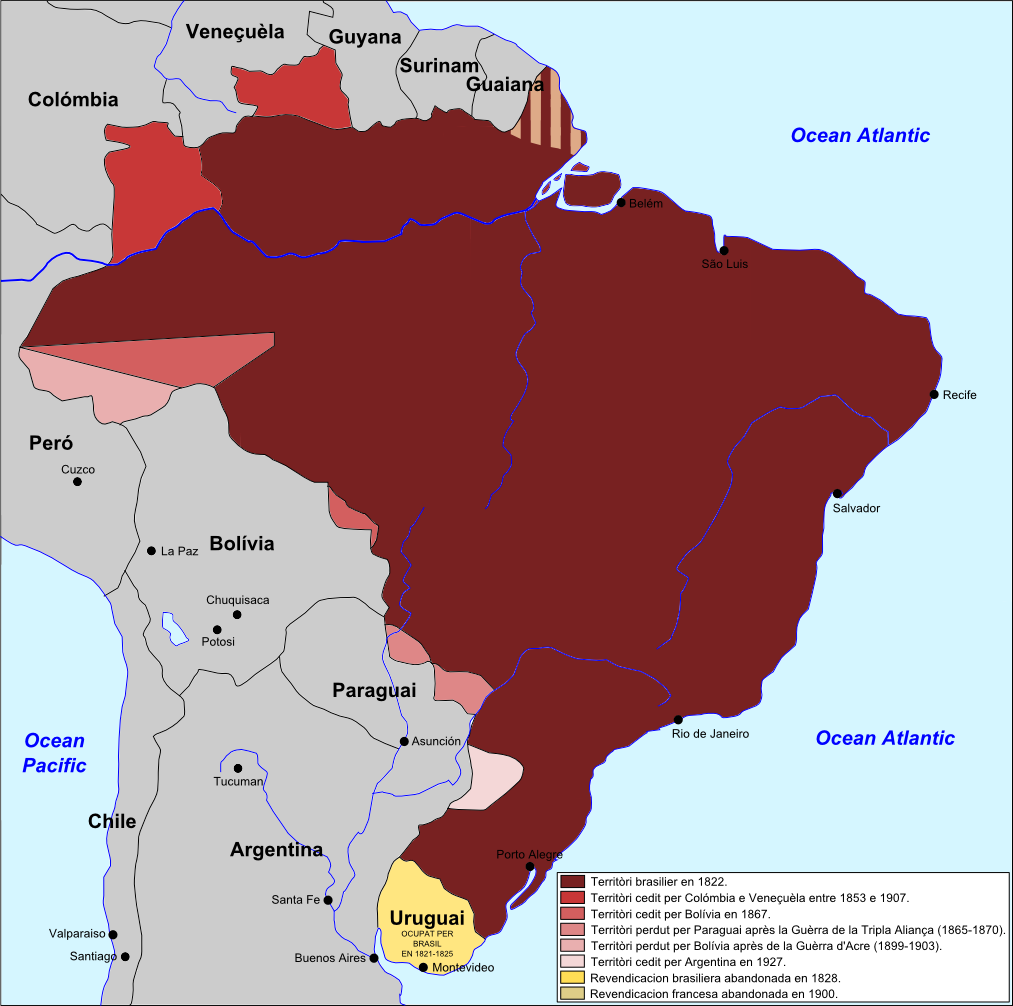
Evolución territorial de Brasil desde 1822.

Amazonia Azul, zona económica exclusiva de Brasil

La formación del actual territorio de Brasil se remonta al siglo XIV, comienzo de la llamada Era de los descubrimientos, cuando se impuso la división de las tierras descubiertas y por descubrir entre las monarquías ibéricas, pioneras en las grandes empresas de navegación. Suceden desde entonces una serie de iniciativas y cuestiones, que culminan a principios del siglo XX con la definición de las fronteras terrestres, y hasta hoy, en el establecimiento de límites marítimos, los cuales enmarcan la zona denominada por la Armada de Brasil como la "Amazonia Azul".
Como consecuencia de lo anterior, Brasil es el país con más territorios fronterizos en América del Sur: limita al norte con Guyana, Surinam, la Guayana Francesa y Venezuela; al noroeste con Colombia, al oeste con Perú y Bolivia, al suroeste con Paraguay y Argentina, al sur con Uruguay y al este con el Océano Atlántico. Chile y Ecuador son los únicos países del continente suramericano con los que Brasil no comparte límites.

## Historia

### Antecedentes
Considerando como punto inicial de la expansión marítima europea la conquista de Ceuta en el norte de África, en 1415, la baja rentabilidad de la conquista llevó a que Portugal se comprometiera en la búsqueda de las fuentes de oro ubicadas presumiblemente al sur del desierto del Sahara, la cual fue una empresa coordinada por el Príncipe Henrique (1394-1460). Los descubrimientos resultantes de las grandes inversiones necesarias y el deseo de los beneficios de exclusividad de explotación dieron inicio a varios conflictos con Castilla, que conduce a la mediación de la Santa Sede, única autoridad supranacional reconocida por los reinos cristianos. De tal modo que el Papa Nicolás V en enero de 1450 confirma los derechos de Portugal sobre todas las tierras descubiertas, dando al príncipe Enrique el monopolio de la explotación de la India. La Bula "Romanus Pontifex" (8 de enero de 1454) del mismo pontífice igualmente legitima los objetivos expansionistas de Portugal, estableciendo además la conquista colonial como un instrumento de la propagación del cristianismo, al conceder al rey de Portugal y el príncipe el derecho de todas sus conquistas marítimas, incluyendo Madeira, las Azores, Cabo Verde y Santo Tomé y Príncipe.
Una nueva etapa comenzó después de la muerte del Príncipe. Dicha etapa estará marcada por la negociación y la firma del Tratado de Toledo (6 de marzo de 1480) entre Alfonso V de Portugal y los reyes católicos, Fernando de Aragón e Isabel de Castilla. Por medio de esta ley, se entregó la propiedad del archipiélago de las Islas Canarias a España, dejando a Portugal todas las tierras descubiertas o por descubrir "abajo de las Canarias y de Guinea". Este tratado confirmó el Tratado de Alcáçovas (o "Asociaciones do Moura"), que terminó la guerra dinástica en la península ibérica (4 de septiembre de 1479) y fue ratificado por la Bula "Aeterni Regis" del Papa Sixto IV (21 de junio de 1481).

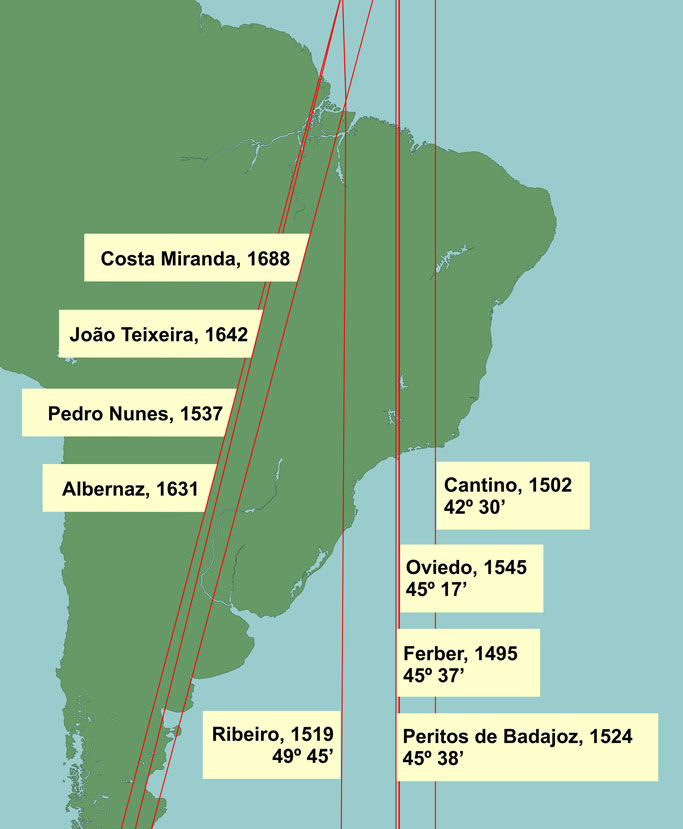
El Meridiano de Tordesillas según diferentes geógrafos: Ferber (1495), Cantino (1502), Oviedo (1545), los peritos de Badajoz (1524), Ribeiro (1519), Pedro Nunes (1537), João Teixeira Albernaz, el viejo (1631, 1642) y Costa Miranda (1688).

Una tercera etapa se establece después del descubrimiento de Cristóbal Colón, al servicio de los Reyes Católicos en 1492. Las incertidumbres derivadas de la posesión de nuevas tierras en el oeste, alteraron el equilibrio de poder en el Océano Atlántico. Por lo tanto, la diplomacia española obtuvo del Papa Alejandro VI una serie de Bulas que definían el derecho a posesión de tierras de ambos reinos:
- Bula "Eximiae Devotionis" e "Inter Caetera" (3 de mayo de 1493), que concedió a España el derecho a las tierras que no pertenecían a los príncipes cristianos.
- Un segundo Bula "Inter Caetera" (4 de mayo de 1493), que dio a España las tierras descubiertas y por encontrar al oeste de un meridiano 100 leguas al oeste y al mediodía (sur) de las islas Azores y Cabo Verde.
- Bula "Dudum Siquidem" (26 de septiembre de 1493), que confirma los primeros folletos.

Insatisfecho con el arbitraje del Papa, João II de Portugal negocia directamente con los Reyes un tratado en la ciudad castellana de Tordesillas, oficialmente llamado "Capitulación de la Partición del Mar Océano" (7 de junio de 1494). Este nuevo tratado dividió al mundo descubierto y por descubrir, estableciendo un meridiano a 370 leguas al oeste de las islas de Cabo Verde entre las Coronas de Portugal (a quien se le concedía el oriente) y España (a quien se le concedía el occidente), preservando los intereses de cada una de las Coronas. Coincidencia o no, por el nuevo tratado pertenecían a Portugal parte de las tierras de Brasil, que se descubrieron solo seis años más tarde, en 1500. Firmado dos años después del descubrimiento de América por Cristóbal Colón, pero seis años antes del descubrimiento de Brasil por Vicente Yáñez Pinzón, Diego de Lepe, y de Pedro Álvares Cabral, este tratado garantizaba los intereses portugueses sobre África y la ruta marítima a la India.
Si bien el Tratado fue aprobado por el Papa Julio II en 1506 mediante la Bula "Ea Quae Pro Bono Pacis", los términos no fueron reconocidos por las demás potencias europeas, excluidas de las conquistas y la riqueza del Nuevo Mundo. Además, la indeterminación del meridiano y los conflictos posteriores generados en América (por la posesión de la cuenca del Río de la Plata, por ejemplo) y el Pacífico (la posesión de las islas Molucas, entre otras), condujo a la adquisición de las Molucas (incluidas las Filipinas, Timor y Solor) de Portugal a España a través de la Capitulación de Zaragoza (23 de abril de 1529).

### Brasil Colonial

#### Desde el comienzo de la colonización a la dinastía filipina

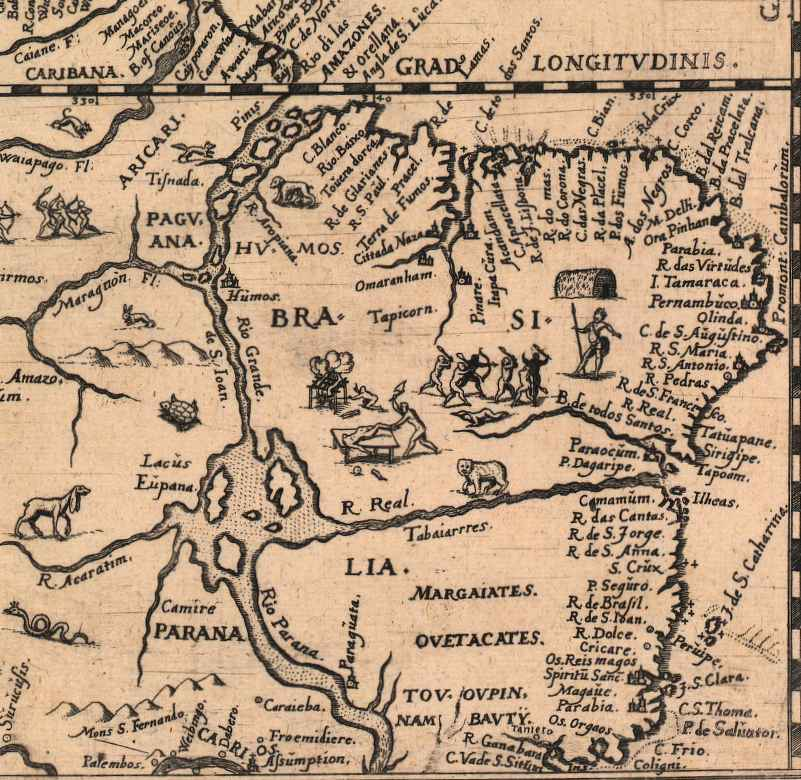
Mapa de 1602 que refleja el concepto de la "Isla Brasil".

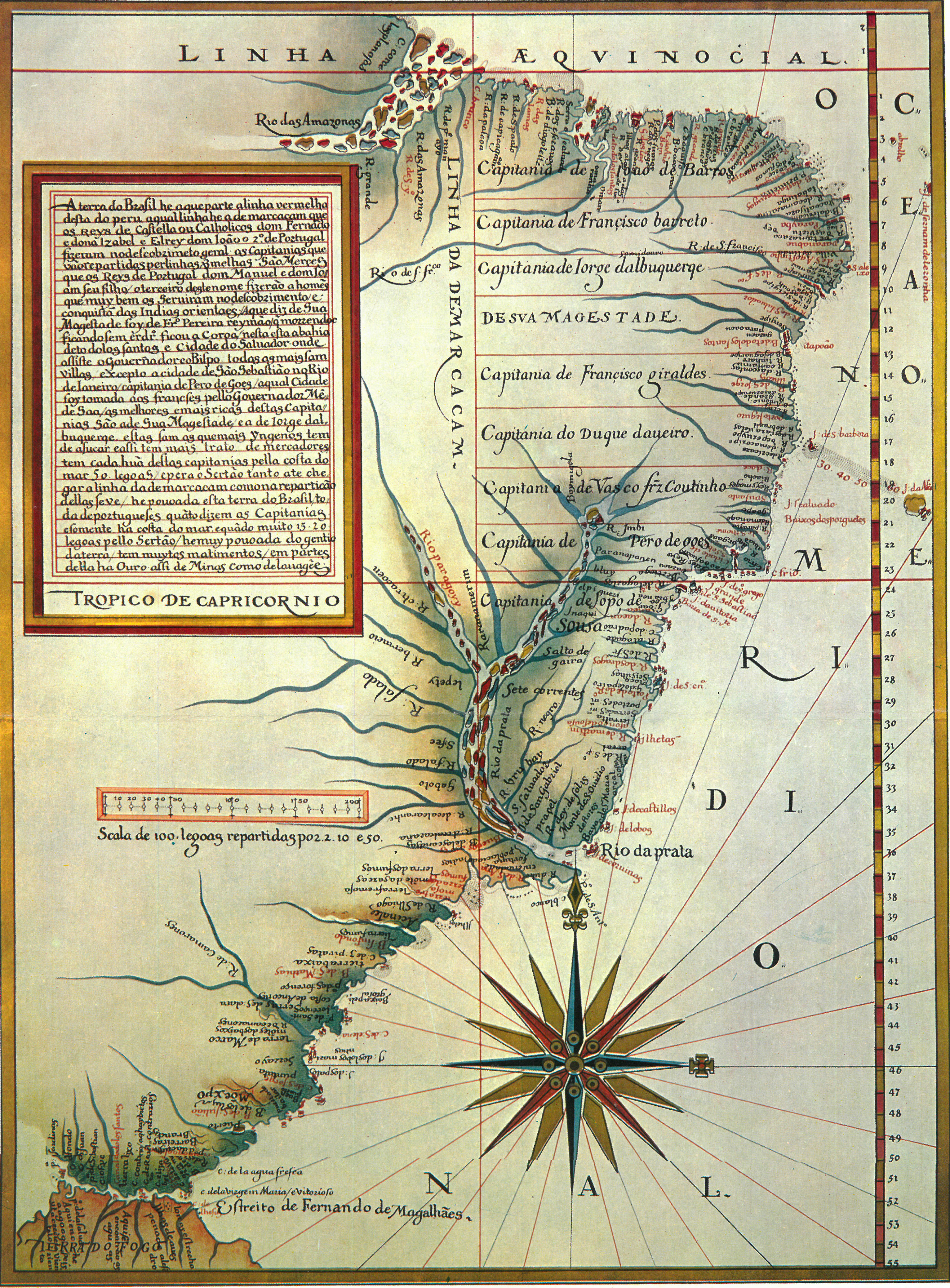
Las capitanías hereditarias.

Las oscilaciones que se observan en la línea de Tordesillas en el siglo XVI no solo se debían a la inexactitud de los medios cartográficos de la época, sino también los errores intencionales, de carácter político-ideológico. De su análisis, se percibe el afán portugués de definir los límites de su territorio en el continente suramericano por el control de sus dos ríos principales: el río Amazonas al norte y al Río de la Plata hacia el sur. Esta opinión fue apoyada por el historiador y diplomático Jaime Cortesão, que demostró que los mapas portugueses del Brasil reflejan la leyenda de una unidad territorial como una gran isla, rodeada por las aguas de dos grandes ríos, cuyas fuentes se encuentra en un lago central. Así pues, la unión de las dos grandes cuencas fluviales, posiblemente, mostró el deseo de portugueses que el meridiano de Tordesillas constituyera una frontera natural. Incluso, la prueba que la línea se corriera más al este, no puede discutir el hecho "inequívoco" de los límites naturales.
La leyenda de la "isla Brasil" fue superada gradualmente, en la medida en que los colonizadores iban internándose en el corazón del continente, y sobre todo por los relatos de los sacerdotes jesuitas Diogo Soares (1684-1748) y Domenico Capacci (1694-1736) en la primera mitad del siglo XVIII.
Incluso con respecto a los términos de Tordesillas, el cuestionamiento de otras naciones europeas en relación con el dominio de los mares conducen a la disputa del litoral, primero con los franceses, y luego con los británicos y los neerlandeses, quienes utilizaron ampliamente a los corsos, e igualmente se aliaron con los indígenas, como un instrumento para acceder a la riqueza de la colonia.
Dado el relativo fracaso de las llamadas "expediciones de guardacostas" de Cristóvão Jacques, la Corona portuguesa invierte en la colonización, utilizando la fórmula ya probada con éxito en sus islas del Atlántico: la aplicación del sistema de las Capitanías hereditarias con la introducción de la caña de azúcar como un apoyo económico sostenible a la ocupación. El relativo éxito de este sistema, a su vez, condujo a la creación del Gobierno General, en Salvador de Bahía (1548).
Durante la dinastía filipina (1580-1640), por un lado cesan las disputas por las fronteras terrestres, las cuales se dilatan con la conquista de la costa noreste de Brasil hacia la desembocadura del Amazonas, con la creación del Fuerte Natividad (1616) y luego con la conquista de la misma boca del Amazonas, en una campaña que tendría una duración de aproximadamente una década, entre 1625 y 1635. En 1636 tiene lugar el épico viaje de Pedro Teixeira, quien partió de Belém do Pará y recorrió el curso del Amazonas alcanzando Quito, Ecuador. Al mismo tiempo, se dieron las invasiones en el noreste de Brasil por las fuerzas de la Compañía de los Países Bajos de las Indias Occidentales, en dos fases: 1624-1625 y 1630-1654.

#### De la Restauración de la Independencia al Tratado de Madrid

Mapa de América del Sur en 1650, con indicación de los asentamientos españoles (rojo), portugueses (verde) y holandeses (amarillo). La ubicación de las ciudades actuales es meramente indicativa.

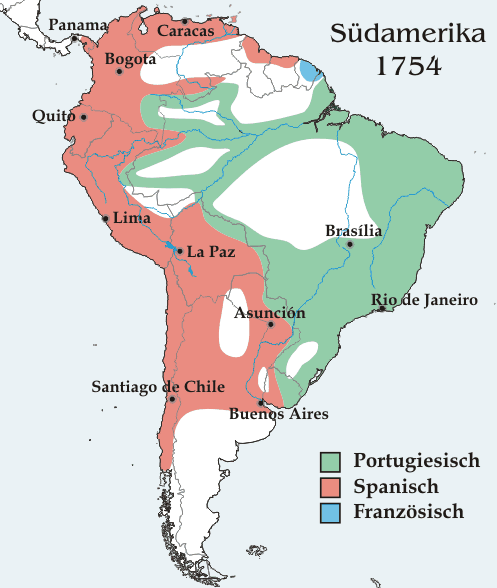
Mapa de América del Sur de 1754, con indicación de los asentamientos españoles (rojo), portugueses (verde) y franceses (azul).

En el contexto de la Restauración de la Independencia Portuguesa, se plantean nuevas preguntas acerca de los límites del Brasil colonial. Inicialmente, es necesario abordar la llamada "Guerra Brasilica. Con este fin, se firmó el tratado de paz entre los Países Bajos y Portugal (La Haya, 6 de agosto de 1661). Para ello, los Países Bajos reconoció oficialmente la pérdida de sus posesiones en el noreste de Brasil y África Occidental (Santo Tomé y Príncipe y Angola), a cambio de una indemnización de cuatro millones de cruzados, la devolución de su artillería, la transferencia de algunas colonias en el Este y algunas ventajas comerciales.
En 1668 se estableció la paz con España, poniendo fin a la Guerra de la Restauración en la península. Una década después, en 1678, la Corona Portuguesa determina la ocupación de la margen izquierda del Río de la Plata, que se materializa con el establecimiento de Colonia del Sacramento (22 de enero de 1680), lo cual desemboca en la reapertura de sus disputas territoriales con España en el sur de la colonia. Con la conquista por las tropas españolas procedentes de Buenos Aires (7 de agosto de 1680), el Tratado Provisional de Lisboa (7 de mayo de 1681), regresó a Portugal dicha Colonia.
Unos años más tarde (mayo de 1697), en el otro extremo de la colonia las tropas francesas al mando del Marqués de Ferrol, gobernador de la Guayana Francesa, invadieron la región de Amapá, conquistando los fuertes de Macapá y Araguari. En el desarrollo del conflicto, se firmaron dos acuerdos:
- Tratado Provisional y Suspensivo de Lisboa (4 de marzo de 1700): firmado entre Portugal y Francia, declaró indefinida la posesión de la tierra entre Fuerte Macapá y el río Oiapoque (o Vicente Pinzón), y estipulando la demolición de los Fuertes Macapá y Araguari. Este tratado nunca fue formalmente cumplido por la Corona portuguesa, por instrucciones secretas trasmitidas al gobernador y capitán general de Pará, Fernão Carrilho.

- Tratado de Utrecht (11 de abril de 1713): firmado entre la Gran Alianza (Inglaterra, Países Bajos y Austria) y en Francia de Luis XIV, al derrotar en el contexto de la Guerra de Sucesión Española (1701-1713). Esta acuerdo quería establecer un sistema político europeo estable, basada en el equilibrio de poder entre las potencias. Con el apoyo de Inglaterra, Juan V de Portugal ganó por medio del artículo VIII del Tratado, que Francia renunciara a sus reivindicaciones a las tierras del Cabo Norte y que el río Oiapoque pasase a ser la frontera entre la Guayana Francesa y Brasil.

A partir de este tratado la relación entre Portugal e Inglaterra se vuelve muy estrecha, proceso similar a la registrada entre España y Francia. Así pues, las naciones ibéricas fueron capaces de mantener su dominación colonial en la cara de la rivalidad anglo-francesa durante todo el siglo XVIII, hasta el Congreso de Viena (1815).
También en el contexto de las negociaciones diplomáticas en Utrecht, fue firmado un segundo acuerdo entre Portugal y España el 6 de febrero de 1715, para poner fin al conflicto luso-español. Por ello España regresó a Portugal la Colonia del Sacramento (reconquistada por España en 1705). Después de haberse reavivado el conflicto el 3 de octubre de 1735 por la posesión de la Colonia del Sacramento, se firmó un armisticio, el 2 de septiembre de 1737, entre las dos coronas.
Sin embargo, el momento cumbre de la diplomacia que involucra a las fronteras del Brasil colonial, que le consiguió una configuración similar a la actual fue el Tratado de Madrid (13 de enero de 1750). Firmado entre Juan V de Portugal y Fernando VI de España para definir los límites entre sus colonias de América del Sur, sucedió definitivamente a la Bula "Inter Coetera" (1493), el Tratado de Tordesillas (1494), la capitulación de Zaragoza (1529), el Tratado Provisional de Lisboa (1681), y el Tratado de Utrecht (1715). Se llevó a cabo por el brasileño Alexandre de Gusmão, quien es considerado el "abuelo de los diplomáticos brasileños". Partía de las siguientes premisas:
- el Tratado de Tordesillas, nunca había sido demarcado;
- durante la dinastía filipina (1580-1640) se amplió considerablemente el territorio brasileño más allá del meridiano de Tordesillas;
- la presencia portuguesa en la cuenca del Río de la Plata se hizo intensiva, desde el establecimiento de Colonia del Sacramento (1680);
- el llamado Mapa de Cortés favorecía el uso de los accidentes naturales (ríos y montañas) para la demarcación de las fronteras;
- consagrar el principio de derecho romano privado "uti possidetis, ita possideatis" ("'como tu poseías de hecho, continuarás poseyendo de derecho"), describiendo los límites aproximados del Brasil moderno.

Por dichos términos, Portugal entregó la colonia de Sacramento a España (sección XIII), recibiendo a cambio los territorios al sur de la línea de Monte Castilhos Grande, el nacimiento del río Ibicuí, las Misiones Orientales, la orilla derecha del río Guaporé y el territorio occidental del río Caquetá hasta su desembocadura en el río Amazonas, y la navegación por el río Putumayo (artículo XIV). Además, en caso de guerra entre las Coronas de Portugal y España en Europa, sus vasallos en América del Sur permanecerían en paz (art. XXI).

#### Del Tratado de Madrid a la Independencia

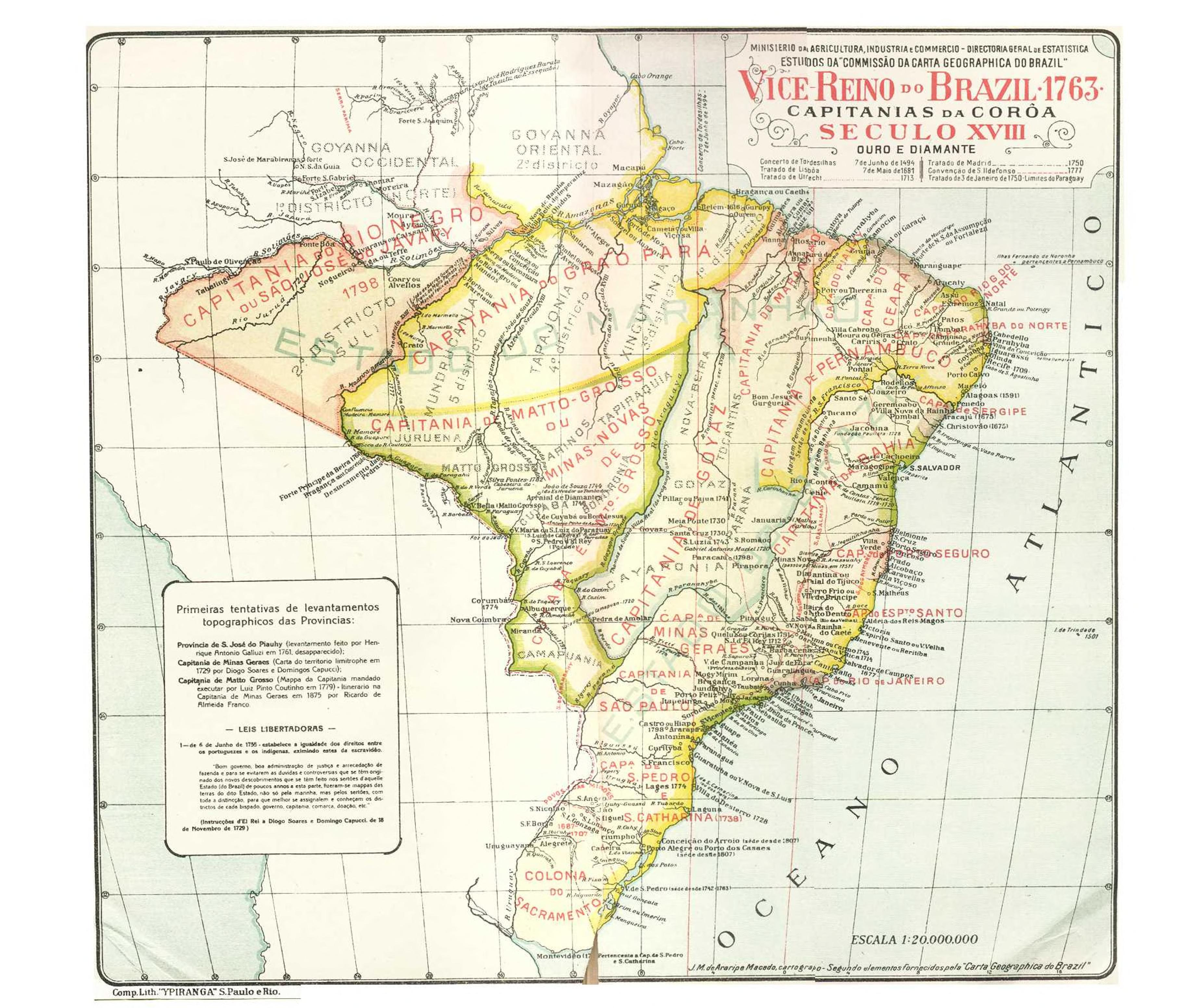
Mapa del Virreinato del Brasil en 1763.

En la práctica, los límites que deberían haber tenido lugar debido a la firma del Tratado de Madrid jamás fueron demarcados. Por esta razón, una serie de acuerdos se produjeron con diversas disposiciones:
El primero fue el Tratado de El Pardo (12 de febrero de 1761), firmado por José I de Portugal y Carlos III de España en el contexto del llamado Pacto de Familia (15 de agosto de 1761) que unió a los Borbones de Francia, España, Nápoles y Parma y agudizó la tensión entre Portugal y España. Debido a las dificultades en los trabajos de demarcación de límites al norte en el Amazonas y el sur, con la llamada Guerra Guaranítica (1753-1756), Portugal se negó a tomar posesión del territorio conflictivo de Misiones Orientales, y se negó a devolver a Colonia del Sacramento a España. El tratado de dejó de lado las disposiciones del Tratado de Madrid (1750), y dejó sin resolver la cuestión de los límites de colonia brasileña.
El Tratado de París (10 de febrero de 1763), firmado entre Inglaterra y Francia, le puso fin a la Guerra de los Siete Años (1756-1763). Por sus términos, Francia cedió a Inglaterra la tierra de Canadá, el valle del río Ohio, y la orilla izquierda del río Misisipi, obligada a abandonar cualquier pretensión de la India, y España cedió la región de la Florida a Inglaterra. Bajo esta ley, Portugal devolvió la Colonia del Sacramento, reconquistada por los españoles el 30 de octubre de 1762, que, sin embargo, seguía en posesión de otras zonas de la región del Río Grande del Sur. El tratado consolidó la supremacía inglesa en las relaciones internacionales.
La región de la Cuenca del Plata, que en la banda española se había mantenido como una dependencia del Virreinato del Perú, fue elevado al rango de Virreinato del Río de la Plata en 1776. En este sentido se produjo en 1777 una nueva invasión española que, bajo el mando de Pedro de Cevallos, destruyó las fortificaciones de la Colonia del Sacramento, bloqueó su puerto, y conquistó la isla de Santa Catarina (3 de junio). Estas acciones llevaron a la firma del Tratado de San Ildefonso (1777), entre María I de Portugal y España. Bajo sus términos, se restablecieron las líneas del Tratado de Madrid (1750) al norte de Brasil y en la región meridional, donde la presencia militar española fue más fuerte, la Colonia del Sacramento, el territorio de las Misiones y parte del actual Río Grande del Sur fueron cedidas a España a cambio de la devolución de la isla de Santa Catarina a Portugal.
Más tarde, en el contexto de las guerras napoleónicas, Portugal fue invadido por un ejército franco-español, en el episodio conocido como la Guerra de las Naranjas. Al final se firmó el Tratado de Badajoz (5 de junio de 1801) entre Portugal y España. Por este acuerdo, se acordó la paz entre las dos coronas: España celebró conquistado el bastión de Olivenza (1801) en la península ibérica (véase Cuestión de Olivenza). En América del Sur, Portugal se quedó en posesión de los territorios conquistados (y de las misiones modernas de Río Grande del Sur), fijando la frontera sur de Brasil en la línea Quaraí Jaguarão-Chui. España siguió en posesión de Colonia del Sacramento.
También en el contexto de las guerras napoleónicas, después de la llegada de la familia real portuguesa a Brasil, se decidió conquistar la Guayana Francesa (1808, la ocupación militar duró hasta 1817, después de años de negociaciones, ya que los portugueses se negaron a abandonar el territorio sin que se acordaran los límites definitivos). En las negociaciones del Tratado de Viena de 1815, fue establecido que Portugual debía devolver el territorio conquistado a Francia. Portugual exigió una compensación relacionada con el esfuerzo militar de la ocupación y definiciones precisas de las fronteras en la región. El objetivo principal de la Corona portuguesa era fijar los límites territoriales en dicha zona para asegurar la posesión de la desembocadura del río Amazonas.

### El Brasil imperial

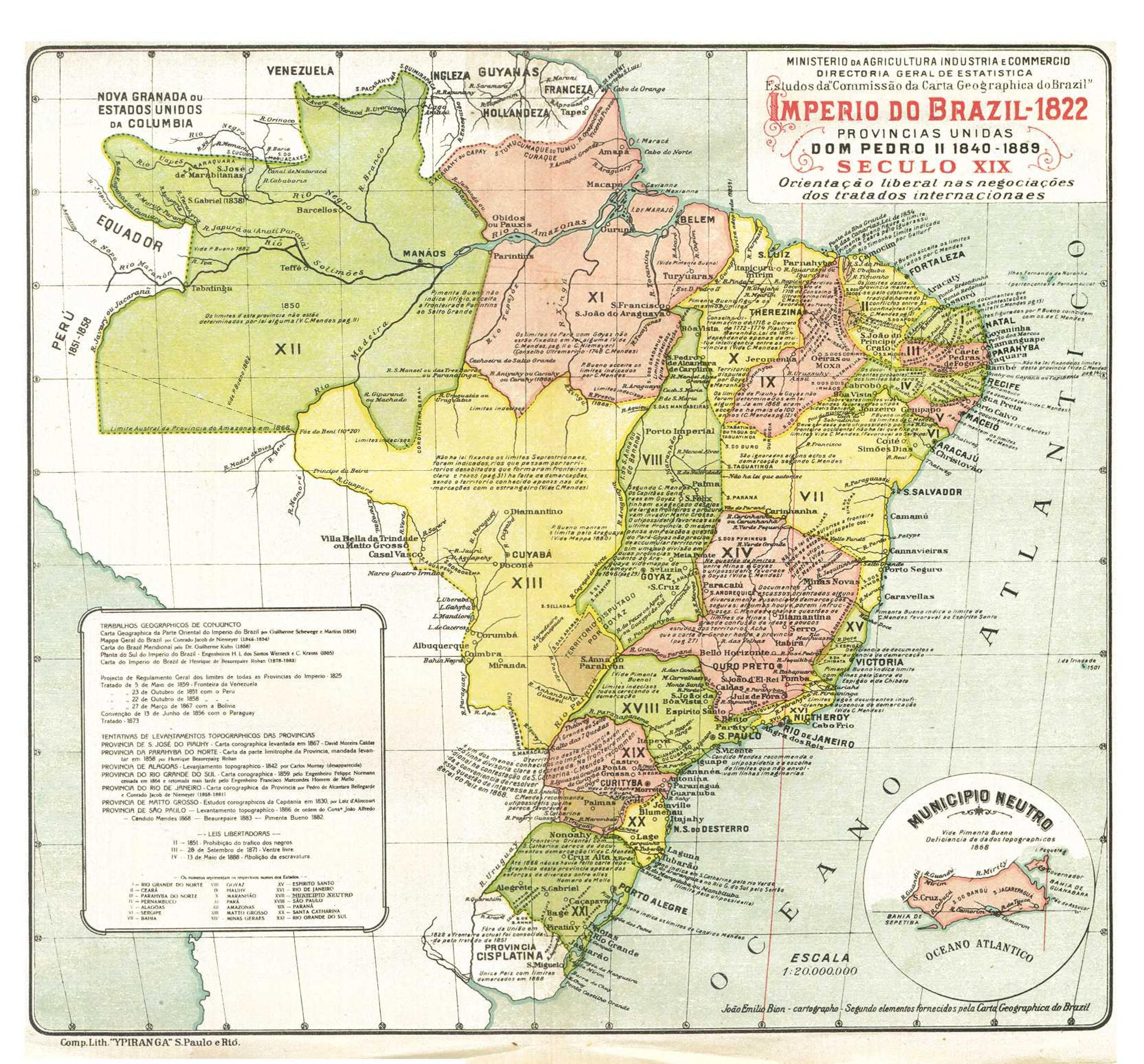
Mapa del Imperio del Brasil en 1822. La Provincia Cisplatina (ahora Uruguay) se ubica en la parte inferior.

Fronteras del Paraguay después de la Guerra de la Triple Alianza.

Con la proclamación de la Independencia de Brasil (1822), la unidad territorial fue asegurada de forma interna en el desarrollo de la llamada Guerra de la Independencia (1823-1824). Externamente, las fronteras del nuevo país fueron definidas por el Tratado de Paz y de la Alianza (29 de agosto de 1825). Esta ley fue firmada entre Brasil y Portugal, con la intervención de Inglaterra. Bajo sus términos:
- Juan VI de Portugal cedió la soberanía a Brasil, y tomó sobre sí el título de Emperador, a la que Pedro I de Brasil, su hijo, aceptó.
- El Brasil se comprometió a no aceptar las propuestas de las colonias portuguesas a unirse al Imperio del Brasil.
- Estableció la más perfecta paz y amistad (artículo IV), definió los derechos de los ciudadanos en el otro país, y la restitución o indemnización de los bienes confiscados o destruidos durante la Guerra de la Independencia.
- Restableció el comercio bilateral, con un impuesto sobre la base de 15% "ad valorem" a todos los bienes.

El tratado fue acompañado por la llamada Convención de Riqueza (o Adicional), firmado en la misma fecha como si fuera un archivo adjunto al mismo, pero mantenido en secreto para el público hasta la apertura de la Asamblea Legislativa de 1826. Se estableció un pago de dos millones de libras esterlinas a título de las reclamaciones de indemnización por parte del gobierno portugués (artículo I).
Ambos actos tenían el mérito de restaurar la paz y el comercio entre Brasil y Portugal, asegurando los intereses financieros de Inglaterra y los intereses coloniales de Portugal en África. Por otra parte, a la opinión pública brasileña le disgustaba en gran medida los términos del tratado, especialmente a partir de 1826, con la divulgación de los términos de la Convención de Riqueza. Las fronteras de Brasil fueron mantenidas de forma implícita a partir de ratificación de la Constitución brasileña de 1824.
También en el contexto de la Guerra de la Independencia, el teniente general Carlos Federico Lecor, Barón de la Laguna, llegó con sus fuerzas en Montevideo en el año de 1824 obteniendo de tal forma que el cabildo de la ciudad jurar la Constitución del Imperio, ganando por tanto la anexión oficial al Imperio del Brasil de la antes llamada Banda Oriental, con el nombre de Provincia Cisplatina. Esta ocupación fue de corta duración, ya que muchos cisplatinos, con el apoyo de las Provincias Unidas del Río de la Plata (que también querían incorporar para sí el territorio) iniciaron el conflicto contra las fuerzas brasileñas. Después de varios choques adversos a Brasil en 1828, se firmó con la mediación del Reino Unido la Convención Preliminar de Paz, ratificada en los años siguientes, que dirimía el control de la región por ambas partes y daba total independencia al estado que hoy se conoce como Uruguay.
En el momento del Segundo Imperio fue firmado el Tratado de Límites entre Brasil y Uruguay (1851), acordando dichos límites casi como son hoy en día, siendo modificado después solo en unas pocas disposiciones.
Con respecto a la frontera con Paraguay, estas se fijaron al final de la Guerra de la Triple Alianza (1864-1870) cuando en 1872 se firmó un Tratado de Paz que contenía sus límites con el Brasil. En dicho tratado Brasil se adjudicó algunas partes del Paraguay que a modo de ver de los brasileños eran tierras ya ocupadas o explotadas por los portugueses y brasileños desde la época colonial.
En el contexto de la Guerra de la Triple Alianza, con la firma del Tratado de Ayacucho (23 de noviembre de 1867), el Imperio del Brasil reconoció el territorio que actualmente forma parte del estado del Acre y al suroeste del estado del Amazonas como perteneciente a Bolivia.

### Expansionismo en la Amazonía

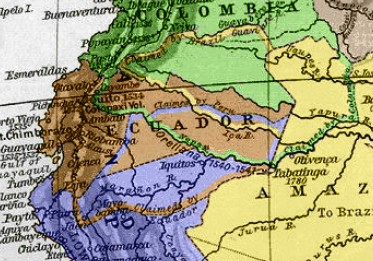
Territorios en disputa por Perú, Ecuador y Colombia desde principios del hasta mediados del.

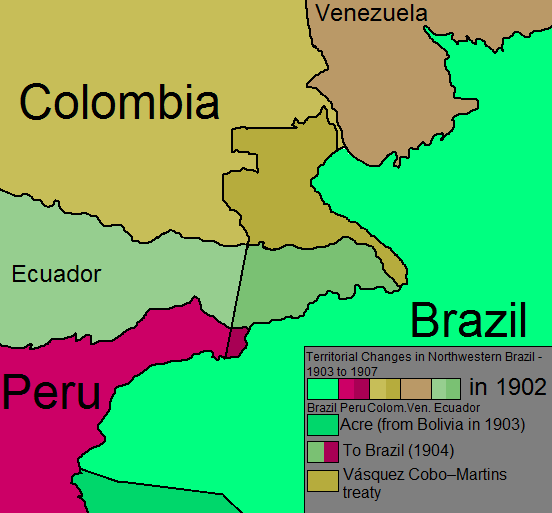
Cambios territoriales en el noroeste del Brasil entre 1903 y 1907.

Colombia y Perú fueron los principales países en perder su integridad territorial como naciones independientes ante el Imperio del Brasil, esto debido al escaso poblamiento de las zonas cercanas a él y la progresiva colonización de brasileños que se asentaban en dichas zonas, negando el principio del uti possidetis iure para ocupar territorios inexplorados. Colombia firmó tratados de límites en 1853, 1907 y 1928, lo que permitió la ampliación de las fronteras por parte de Brasil, a los cuales en un principio el congreso se opuso a su ratificación, pero tiempo después serían aprobados. A manera de compensación por las cesiones territoriales, adquirió Colombia el derecho de navegación por el río Amazonas que se legalizó mediante el tratado firmado por los dos países, en Río de Janeiro, el 15 de noviembre de 1928.
Perú, al igual que Colombia, no pudo reclamar la soberanía de manera efectiva sobre su región de la selva amazónica, por lo que sus territorios del occidente fueron ocupados por el Brasil. En 1867, y siendo presidente de Perú el coronel Mariano Ignacio Prado, el país andino perdió los territorios legalizados por el Tratado de San Ildefonso de 1777 entre España y Portugal, mediante el Tratado firmado entre Brasil-Bolivia llamado Muñoz-Neto, del 27 de marzo de 1867; estos territorios se ubicaban al sur de la línea que iba desde los orígenes del río Yavarí hasta el río Madeira, perdiendo el Perú 222.703 km². En el referido tratado, ambos países, Brasil y Bolivia, incluyeron territorio peruano comprendido entre los ríos Yavarí y el Madeira, que nunca fue reclamado, quedándose en posesión de Brasil definitivamente.
El 25 de octubre de 1902, la guarnición peruana de Amuheya rechazó a un destacamento brasileño que le exigía abandonar su puesto. En 1903, una lancha con personal peruano del comisariato de Chandles fue baleada en el Acre. En 1904, el coronel brasileño José Ferreira arribó al río Santa Rosa, afluente del Purús, y saqueó caucho y siringa a extractores peruanos. En noviembre de ese año, la guarnición de Amuheya se rindió ante fuerzas brasileñas superiores después de dos días de combates. Considerando imposible defender militarmente la región, la pérdida peruana se hizo efectiva por el Tratado Velarde-Río Branco de 1909 y un recorte territorial complementario se fijó con el Tratado Polo-Sánchez Bustamante que se llevó a cabo con Bolivia, también de 1909. El Perú perdió cerca de 300.000 km² mediante las sucesivas cesiones territoriales. Aunque hay que señalar que sobre dichos territorios el Perú nunca había ejercido una dominación efectiva, que solo era nominal, debido a las dificultades de acceso. Los brasileños, en cambio, tenían la ventaja geográfica para acceder a dichas regiones, pues dominaban la parte baja de los ríos amazónicos.

### El Brasil republicano

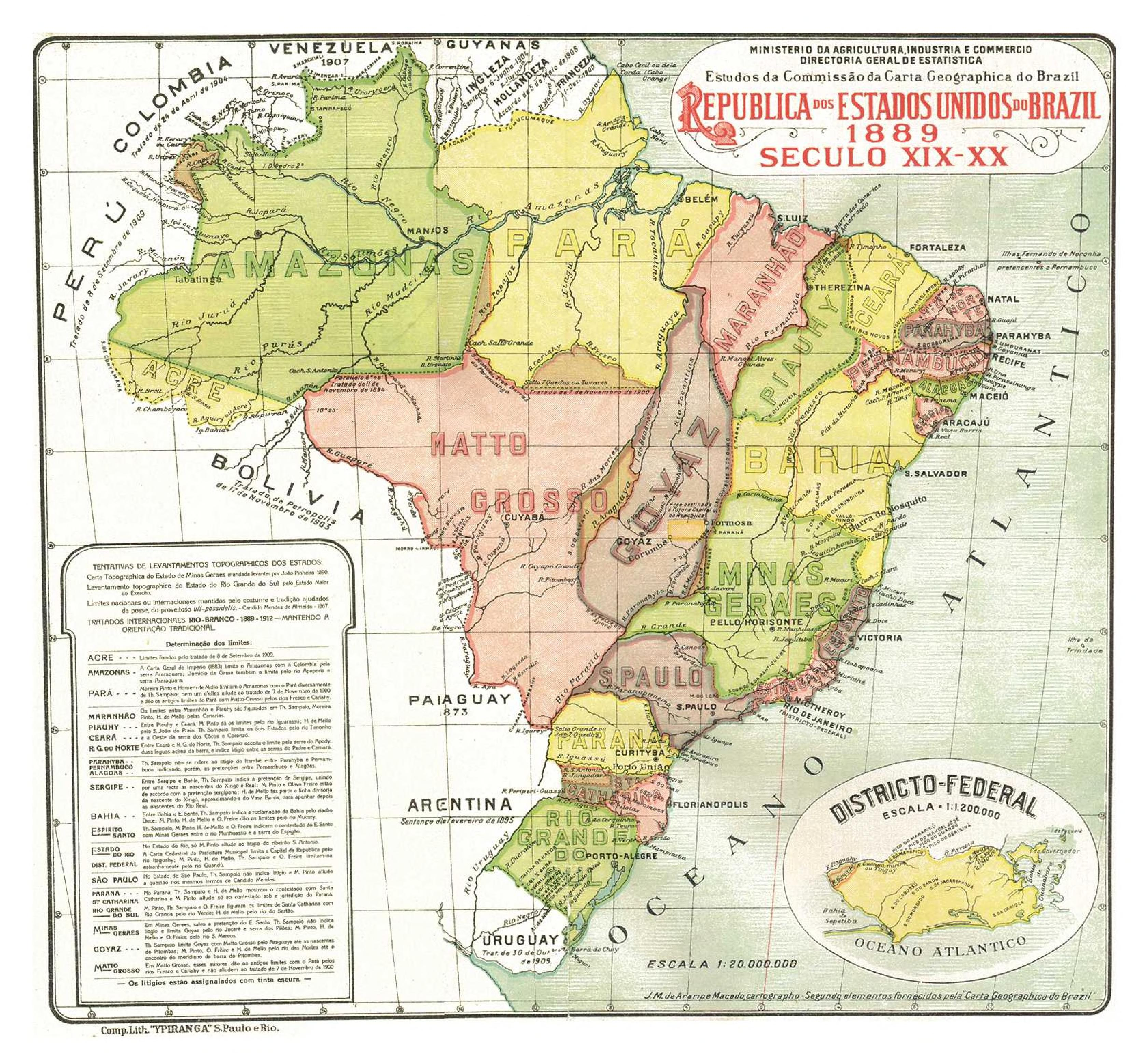
Los Estados Unidos del Brasil en 1889.

Después de la proclamación de la República de Brasil (1889), sus gobernantes se enfrentan a la cuestión de sus límites que, si bien habían sido definidos por la Constitución brasileña de 1891, no se encontraban formalmente delimitados. Por lo tanto, la llamada República Vieja se encuentra involucrado en una serie de cuestiones de límites, teniendo a su mayor exponente en la figura del Barón de Río Branco. Estas cuestiones fueron:

#### Cuestión de la Zona de Palmas (o Misiones) (1890-1895)
Argentina reivindicaba región oeste de los actuales estados de Paraná y Santa Catarina, reclamando fronteras a través de los ríos Chapecó y Chopim, supuestamente basado en el Tratado de Madrid (1750).
Poco antes de la proclamación de la República, ambos países habían acordado solucionar la controversia mediante arbitraje. En este contexto, Quintino Bocaiúva, entonces Ministro de Relaciones Exteriores del Gobierno Provisional, firmó del Tratado de Montevideo (25 de enero de 1890), que dividía la región entre ambos. El Congreso de Brasil no ratificó el Tratado (1891), y el asunto fue remitido al arbitraje del Presidente de los Estados Unidos Grover Cleveland (1893-1897), cuyo informe fue del todo favorable a Brasil (5 de febrero de 1895), definiendo los límites por los ríos Peperiguaçu y San Antonio.
Sobre esta cuestión, debutó como abogado de Brasil, desde 1893, el Barón de Río Branco, elegido por el presidente mariscal Floriano Peixoto (1891-1894) para reemplazar el Barón Andrade de Aguiar, quien murió en el ejercicio de su deber sobre esta cuestión. Río Branco presentó al Presidente Cleveland una exposición acompañada de una documentación valiosa reunida en seis volúmenes: A questão de límites entre o Brasil e a República Argentina (La cuestión de límites entre Brasil y Argentina) (1894).

#### Cuestión de Amapá (1894-1900)

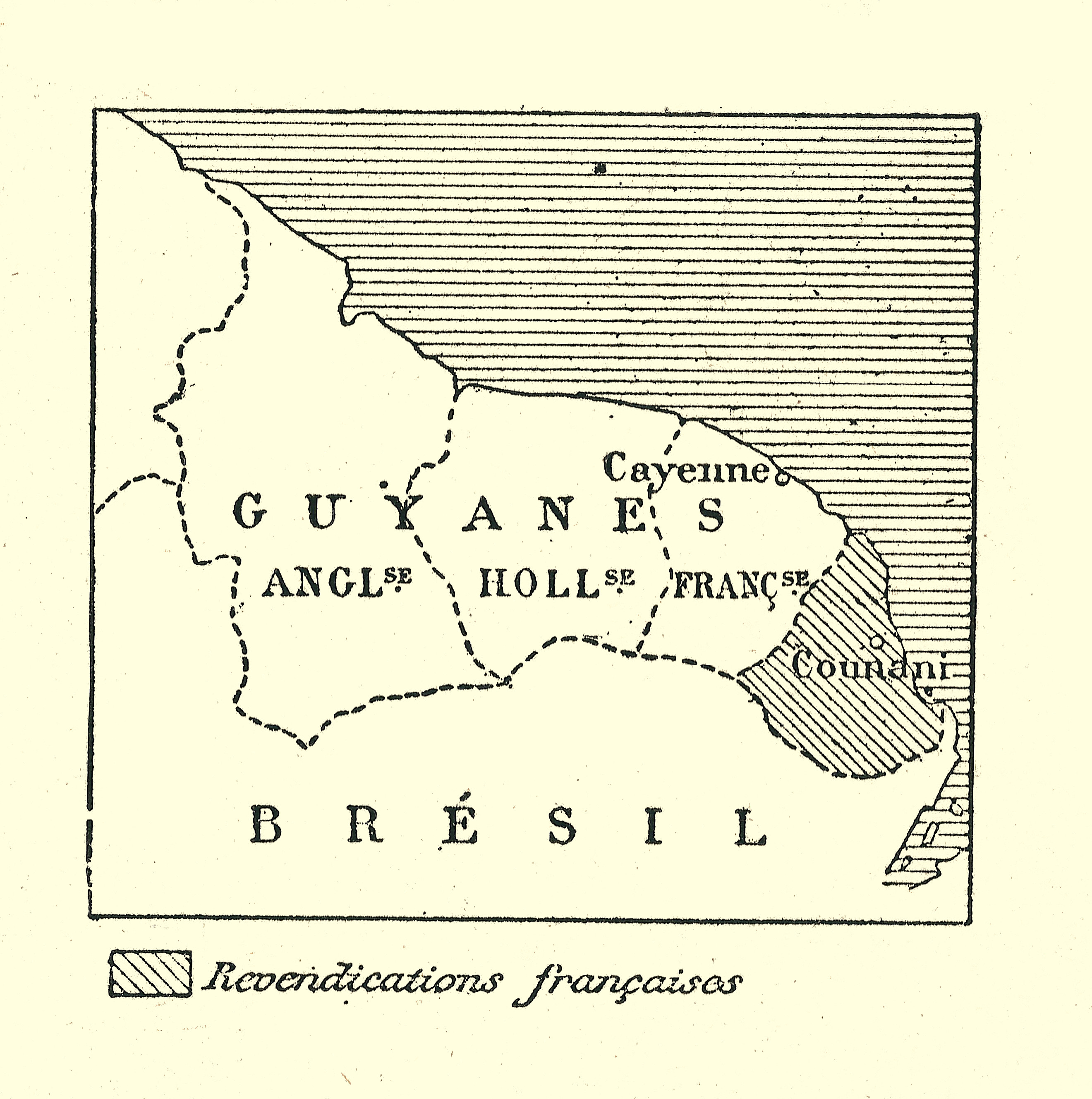
Mapa de la Guayana Británica, Guayana Neerlandesa y la Guayana Francesa. A pesar de que la Counani Francesa había pasado a poder del Imperio portugués y más tarde a Brasil por el Tratado de Utrecht, Francia aún reivindicaba ese territorio como suyo.

Aunque el Tratado de Utrecht (1713) había establecido la frontera entre Brasil y la Guayana Francesa por el río Oiapoque, este límite fue cuestionado después de ocurrida la Revolución Francesa sucesivamente por el Directorio, Consulado, y los imperios de Napoleón I y Napoleón III de Francia, siendo objetada la identidad de ese río. La expansión colonial europea de finales del siglo XIX dio lugar a nuevos conflictos en la región, con el surgimiento de la República Independiente de Guyana (o República de Cunani) y los enfrentamientos armados en el río Calçoene (1894).
El Tratado del 10 de abril de 1897 optó por el arbitraje del Presidente del Consejo Federal Suizo, Walter Hauser.
Los argumentos brasileños fueron expuestos por el Barón de Río Branco, encargado de la cuestión en 1898. La misma ya había sido investigada por el Barón de manera informal desde 1895 de modo que cuando él llegó en Berna, presentó una memoria de siete volúmenes: A questão de límites entre o Brasil e a Guiana Francesa (La cuestión de límites entre Brasil y la Guayana Francesa) (1899-1900).
La sentencia arbitral fue dictada el 1 de diciembre de 1900, siendo favorable a Brasil, pasando la frontera por el río Oiapoque. La popularidad del Barón alcanzó amplia dimensión nacional, por lo cual tomó la dirección de los Asuntos Exteriores (1902-1912).

#### Cuestión de la isla de Trinidad (1895-1896)
La isla de Trinidad fue ocupada por las fuerzas del Almirantazgo Británico. Mediante una queja diplomática brasileña, el Ministerio de Relaciones Exteriores dijo que la isla fue considerada como abandonada, y que estaba destinada a instalar un cable telegráfico submarino a Buenos Aires, Argentina.
Brasil se negó a arbitrar el conflicto, argumentando que por la Constitución de 1891, no había nada que contradijera la soberanía de Brasil sobre la isla. Ante este callejón sin salida, se logró la mediación diplomática de Portugal, ya que este país tenía documentación histórica sobre el descubrimiento y la posesión de la isla. Gran Bretaña renunció a su pretensión el 3 de agosto de 1896, desocupando la isla.

#### Cuestión del Acre (1899-1903)
El asentamiento de la región, en el contexto de la fiebre del caucho, se hizo con el apoyo de los recolectores de caucho del Amazonas.
El gobierno de Bolivia ordenó la ocupación de la región, lo que lleva a la proclamación del Estado Independiente de Acre por la población brasileña (1899), también con el apoyo de los extractores de caucho de la Amazonía. El proceso fue dirigido por el periodista español Luis Gálvez Rodríguez de Arias, y el sistema establecido en una república, con capital en Puerto Alonso, actual Puerto Acre.
El problema se agravó en 1901 con el contrato de arrendamiento de la región a un consorcio estadounidense, el "Sindicato de Bolivia", con amplios poderes. El brasileño Plácido de Castro dirigió una nueva insurrección, registrando varios enfrentamientos armados que culminaron con la derrota de las fuerzas de Bolivia (1902). Debido a ellos las tropas del ejército brasileño se concentraron en Corumbá.

El Arbitraje de 1904 dividió el territorio de Pirara entre Brasil y la Guayana Británica.

En vísperas de un conflicto armado internacional el canciller brasileño, el Barón de Río Branco, inició negociaciones con Bolivia, previamente indemnizando a la empresa estadounidense con 110 mil de libras esterlinas por el abandono de sus pretensiones.
El Tratado de Petrópolis (17 de noviembre de 1903) cerró la cuestión a través de la rectificación de pequeñas partes de la frontera, Brasil se anexó la región mediante el pago de dos millones libras esterlinas y la construcción del ferrocarril Madeira-Mamoré.
El Tratado de Río de Janeiro (1909) incorporó el resto de la región de Acre al Brasil, a través de un intercambio de tierras con el Perú.

#### Cuestión de Pirara (1904)
En el siglo XIX se acentuó la presencia británica en la frontera con Roraima, con el pretexto de indefinición de las fronteras y la protección de los misioneros británicos en la catequesis de los pueblos indígenas.
Sometido al arbitraje del rey Víctor Manuel III de Italia, este dividió la zona en litigio entre las partes (1904), dejando la mayor parte de Gran Bretaña. Trabajó como abogado en Brasil, Joaquim Nabuco.

#### Otras cuestiones de límites

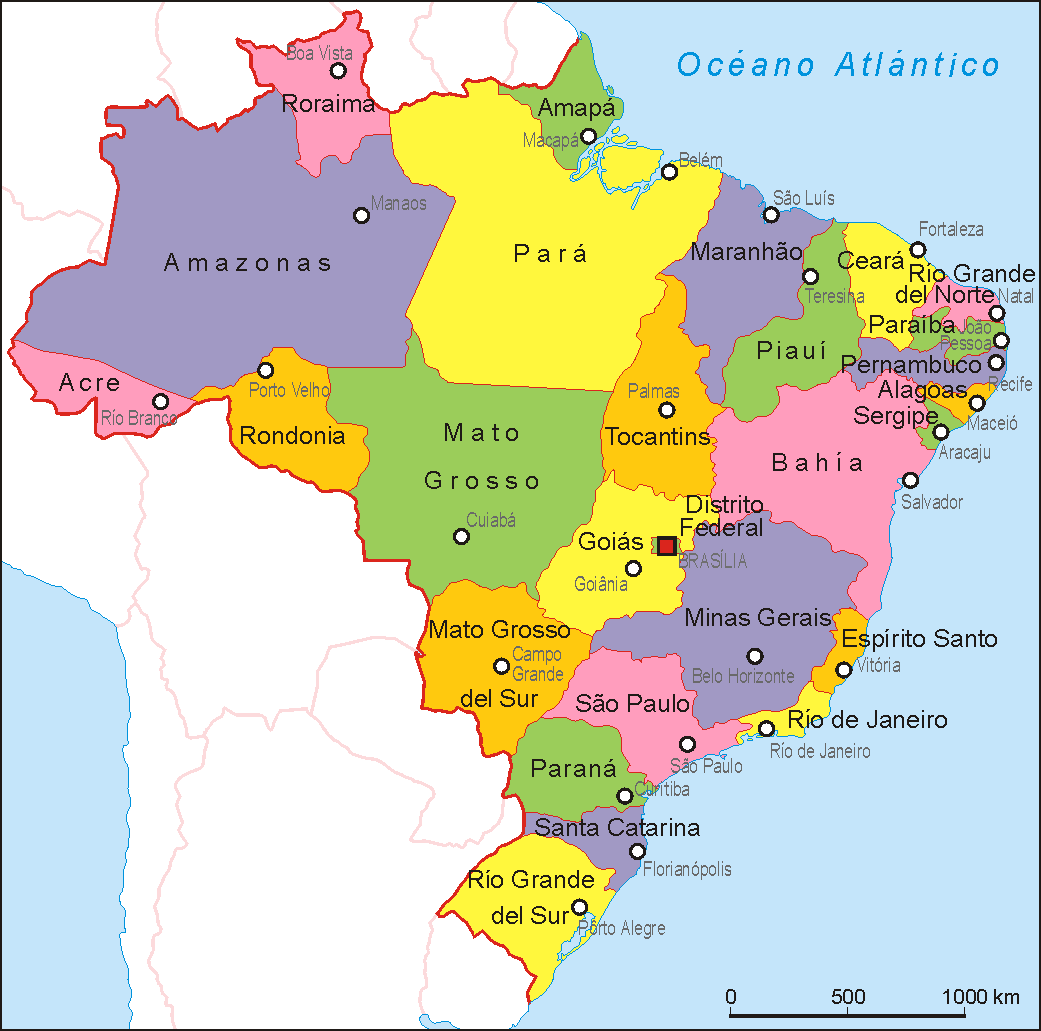
Mapa político actual de Brasil.

- Los límites con la Guayana Neerlandesa (actual Surinam) se establecieron directamente entre el Barón de Río Branco y el representante de los Países Bajos, Federico Palm, en 1906.

- Los límites con Colombia fueron definidos por medio de dos Tratados de Límites y Navegación Fluvial, firmados en 1907 (que definía el límite entre el río Negro y el río Apaporis) y 1928 (entre el Apaporis y el río Amazonas).

- El límite con Uruguay fue redefinido en 1908 por iniciativa del Barón de Río Branco, en el cual a Uruguay le fue concedido el condominio de la laguna Merín y el río Yaguarón.

- Los límites con el Perú fueron finalmente establecidos por el Tratado de Río de Janeiro o Tratado Velarde-Río Branco (1909), basado en el principio de uti possidetis.

### Nuestros días
Actualmente se discute la demarcación de las tierras indígenas en la frontera como un problema para la seguridad nacional. Se ha procurado ampliar las fronteras marítimas a fin de optimizar la explotación de la Zona Económica Exclusiva de Brasil en el Océano Atlántico, en particular con respecto a los recursos pesqueros y la explotación de petróleo y gas.
También con el Uruguay todavía hay disputas y diferencias entre estos países, los territorios son el Rincón de Artigas, y la isla Brasilera que Uruguay considera parte de su territorio, a pesar de que Brasil considera que no hay ninguna disputa territorial en estos sitios.
Igualmente hay una disputa con Bolivia por 80 islas que aún están sin demarcación. Algunas de estas tienen población brasileña, como la isla de Guajará Mirim (Juan-Soarés en Bolivia) que si bien está más cerca de Bolivia, la ciudad de Guaraja-mírim es la más cercana y es objetivo económico de los habitantes de la ciudad brasileña de mismo nombre.

## Cronología
| Mapa | Periodo histórico                            | Sucesos                                                       |
| ---- | -------------------------------------------- | ------------------------------------------------------------- |
|      | Terra da Santa Cruz (1534)                   | Capitanías hereditarias del Brasil                            |
|      | Estado del Maranhão Estado del Brasil (1574) | Brasil de los Dos Estados                                     |
|      | Virreinato del Brasil (1647)                 | Invasiones neerlandesas a Brasil                              |
|      | Virreinato del Brasil (1709)                 | Capitanía de San Vicente en su máxima extensión               |
|      | Virreinato del Brasil (1750)                 | Firma del Tratado de Madrid                                   |
|      | Virreinato del Brasil (1777)                 | Firma del Tratado de San Ildefonso                            |
|      | Reino del Brasil (1817)                      | Conspiración Minera Revolución pernambucana                   |
|      | Imperio del Brasil (1822)                    | Provincias Imperiales                                         |
|      | Imperio del Brasil (1851)                    | Independencia del Uruguay, Ajustes en las fronteras internas. |
|      | Estados Unidos del Brasil (1889)             | Inicio de la República                                        |
|      | Estados Unidos del Brasil (1943)             | Territorios de frontera                                       |
|      | República Federativa del Brasil (1990)       | Configuración actual                                          |